# S.C.A.R.S. (jeu vidéo)
Pour les articles homonymes, voir S.C.A.R.S..
S.C.A.R.S. (Super Computer Animal Racing Simulator) est un jeu vidéo de course sorti en 1998 sur Nintendo 64, PlayStation et Windows. Le jeu a été développé par Vivid Image et édité par Ubisoft.

## Système de jeu
Le jeu se compose de courses se déroulant dans le futur où les véhicules au nombre de neuf rappellent des animaux terrestres, à savoir : le lion, l'éléphant, le rhinocéros, le requin et la mante religieuse. Quatre autres animaux, c'est-à-dire le scorpion, le serpent, le jaguar et la panthère se débloquent en remportant les épreuves.
Les véhicules ont chacun leurs forces et faiblesses, et seul le dernier véhicule a toutes ses statistiques au maximum.

## Accueil
- Jeuxvideo.com : 13/20[1]